# Удино (Удмуртия)
Удино — деревня в Ярском районе Удмуртии. Входит в состав муниципального образования Уканское сельское поселение.

## География
Располагается на реке Чура в 25 км от Яра.

## История

### Происхождение названия
Название деревни, вероятно, имеет удмуртское происхождение. Существует несколько версий его возникновения:
- От слова «уд» — названия одного из удмуртских племён. В этом случае топоним может означать «поселение людей из племени уд».
- От глагола «удыны» (удм. «угощать, напоить»). По легенде, жители починка могли хорошо принять переписчиков, и слово «удыны» трансформировалось в «Удино».

Возможно, название связано с мужским удмуртским именем Уди, упоминаемым в именнике К. Герда.
Деревня относится к группе населённых пунктов Ярского района, чьи названия имеют нерусское (удмуртское, коми-пермяцкое, татарское) происхождение.

### Административная принадлежность
По состоянию на 1 августа 1957 года деревня Удино входила в состав Азьмановского сельсовета, где насчитывалось 6 дворов.
В деревне Удино в 1914 году родилась Фёкла Васильевна Васильева — Герой Социалистического Труда, бригадир тракторной бригады Юрской МТС в годы Великой Отечественной войны. Похоронена на кладбище посёлка Яр.
В 1934 году здесь родился Флор Ива́нович Васи́льев — советский удмуртский поэт-лирик.

## Население
| 2010 | 2012 |
| ---- | ---- |
| 13   | ↘11  |

К 1980 году население составляло 40 человек.